# Ulderico Sergo
Ulderico Sergo (4. juli 1913 i Fiume – 20. februar 1967, Cleveland Ohio, USA) var en professional bokser fra Italien.
Under Sommer-OL 1936 i Berlin vandt han en guldmedalje i vægtklassen bantamvægt ved at slå Jack Wilson fra USA i finalen. Der var 24 boksere fra 24 lande som stillede op i vægtklassen som blev afholdt fra den 10. til 15. august 1936.